# Kolarstwo na Letnich Igrzyskach Olimpijskich 2024 – wyścig ze startu wspólnego mężczyzn
Kolarstwo na Letnich Igrzyskach Olimpijskich 2024 – wyścig ze startu wspólnego mężczyzn – konkurencja wyścigu ze startu wspólnego elity mężczyzn w ramach Letnich Igrzysk Olimpijskich 2024, która rozegrana została 3 sierpnia 2024 na liczącej 273 kilometry trasie wokół Paryża, rozpoczynającej się na placu Trocadéro i kończącej na moście Pont d’Iéna.
Złoty medal zdobył Remco Evenepoel, srebrny Valentin Madouas, a brązowy Christophe Laporte.

## Uczestnicy

### Reprezentacje
Ostatecznie do wyścigu zgłosiło się 55 reprezentacji.
| Reprezentacje (55)- Holandia - Belgia - Słowenia - Hiszpania - Dania - Włochy - Francja - Wielka Brytania - Stany Zjednoczone - Australia - Kolumbia - Szwajcaria - Norwegia - Niemcy - Portugalia - Nowa Zelandia - Erytrea - Ekwador - Irlandia - Kazachstan - Austria - Polska - Kanada - Łotwa - Czechy - Wenezuela - Luksemburg - Urugwaj - Estonia - Południowa Afryka - Węgry - Japonia - Mongolia - Maroko - Mauritius - Algieria - Chiny - Uzbekistan - Słowacja - Ukraina - Panama - Grecja - Izrael - Tajlandia - Brazylia - Szwecja - Korea Południowa - Turcja - Iran - Serbia - Argentyna - Hongkong - Uganda - Rwanda - Indywidualni sportowcy neutralni |
| |

### Lista startowa
Na liście startowej wyścigu znalazło się 90 kolarzy z 55 reprezentacji.
| Holandia NED | Holandia NED         | Holandia NED |
| ------------ | -------------------- | ------------ |
| Nr           | Kolarz               | Miejsce      |
| 1            | Mathieu van der Poel | 12.          |
| 2            | Daan Hoole           | 72.          |
| 3            | Dylan van Baarle     | 36.          |

| Ekwador ECU | Ekwador ECU      | Ekwador ECU |
| ----------- | ---------------- | ----------- |
| Nr          | Kolarz           | Miejsce     |
| 4           | Jhonatan Narváez | 45.         |

| Belgia BEL | Belgia BEL      | Belgia BEL |
| ---------- | --------------- | ---------- |
| Nr         | Kolarz          | Miejsce    |
| 5          | Tiesj Benoot    | 48.        |
| 6          | Remco Evenepoel | 1.         |
| 7          | Jasper Stuyven  | 21.        |
| 8          | Wout van Aert   | 37.        |

| Słowenia SLO | Słowenia SLO  | Słowenia SLO |
| ------------ | ------------- | ------------ |
| Nr           | Kolarz        | Miejsce      |
| 9            | Luka Mezgec   | 38.          |
| 10           | Matej Mohorič | DNF          |
| 11           | Domen Novak   | DNF          |
| 12           | Jan Tratnik   | 8.           |

| Hiszpania ESP | Hiszpania ESP | Hiszpania ESP |
| ------------- | ------------- | ------------- |
| Nr            | Kolarz        | Miejsce       |
| 13            | Alex Aranburu | 18.           |
| 14            | Juan Ayuso    | 22.           |
| 15            | Oier Lazkano  | 35.           |

| Dania DEN | Dania DEN         | Dania DEN |
| --------- | ----------------- | --------- |
| Nr        | Kolarz            | Miejsce   |
| 16        | Mikkel Bjerg      | 73.       |
| 17        | Michael Mørkøv    | 59.       |
| 18        | Mads Pedersen     | 20.       |
| 19        | Mattias Skjelmose | 17.       |

| Włochy ITA | Włochy ITA      | Włochy ITA |
| ---------- | --------------- | ---------- |
| Nr         | Kolarz          | Miejsce    |
| 20         | Alberto Bettiol | 23.        |
| 21         | Luca Mozzato    | 50.        |
| 22         | Elia Viviani    | DNF        |

| Francja FRA | Francja FRA        | Francja FRA |
| ----------- | ------------------ | ----------- |
| Nr          | Kolarz             | Miejsce     |
| 23          | Julian Alaphilippe | 11.         |
| 24          | Christophe Laporte | 3.          |
| 25          | Valentin Madouas   | 2.          |
| 26          | Kévin Vauquelin    | 34.         |

| Wielka Brytania GBR | Wielka Brytania GBR | Wielka Brytania GBR |
| ------------------- | ------------------- | ------------------- |
| Nr                  | Kolarz              | Miejsce             |
| 27                  | Thomas Pidcock      | 13.                 |
| 28                  | Joshua Tarling      | 47.                 |
| 29                  | Stephen Williams    | 31.                 |
| 30                  | Fred Wright         | 43.                 |

| Stany Zjednoczone USA | Stany Zjednoczone USA | Stany Zjednoczone USA |
| --------------------- | --------------------- | --------------------- |
| Nr                    | Kolarz                | Miejsce               |
| 31                    | Matteo Jorgenson      | 9.                    |
| 32                    | Brandon McNulty       | 24.                   |
| 33                    | Magnus Sheffield      | 42.                   |

| Australia AUS | Australia AUS    | Australia AUS |
| ------------- | ---------------- | ------------- |
| Nr            | Kolarz           | Miejsce       |
| 34            | Simon Clarke     | 32.           |
| 35            | Michael Matthews | 15.           |
| 36            | Ben O’Connor     | 51.           |

| Kolumbia COL | Kolumbia COL           | Kolumbia COL |
| ------------ | ---------------------- | ------------ |
| Nr           | Kolarz                 | Miejsce      |
| 37           | Santiago Buitrago      | 19.          |
| 38           | Daniel Felipe Martínez | 25.          |

| Szwajcaria SUI | Szwajcaria SUI | Szwajcaria SUI |
| -------------- | -------------- | -------------- |
| Nr             | Kolarz         | Miejsce        |
| 39             | Marc Hirschi   | 16.            |
| 40             | Stefan Küng    | 7.             |

| Norwegia NOR | Norwegia NOR      | Norwegia NOR |
| ------------ | ----------------- | ------------ |
| Nr           | Kolarz            | Miejsce      |
| 41           | Tobias Foss       | 74.          |
| 42           | Søren Wærenskjold | 63.          |

| Niemcy GER | Niemcy GER            | Niemcy GER |
| ---------- | --------------------- | ---------- |
| Nr         | Kolarz                | Miejsce    |
| 43         | Nils Politt           | 70.        |
| 44         | Maximilian Schachmann | 28.        |

| Portugalia POR | Portugalia POR  | Portugalia POR |
| -------------- | --------------- | -------------- |
| Nr             | Kolarz          | Miejsce        |
| 45             | Rui Costa       | 46.            |
| 46             | Nelson Oliveira | 33.            |

| Nowa Zelandia NZL | Nowa Zelandia NZL | Nowa Zelandia NZL |
| ----------------- | ----------------- | ----------------- |
| Nr                | Kolarz            | Miejsce           |
| 47                | Laurence Pithie   | 39.               |
| 48                | Corbin Strong     | 27.               |

| Erytrea ERI | Erytrea ERI   | Erytrea ERI |
| ----------- | ------------- | ----------- |
| Nr          | Kolarz        | Miejsce     |
| 49          | Biniam Girmay | 49.         |

| Indywidualni sportowcy neutralni AIN | Indywidualni sportowcy neutralni AIN | Indywidualni sportowcy neutralni AIN |
| ------------------------------------ | ------------------------------------ | ------------------------------------ |
| Nr                                   | Kolarz                               | Miejsce                              |
| 50                                   | Gleb Syrica                          | DNF                                  |

| Irlandia IRL | Irlandia IRL | Irlandia IRL |
| ------------ | ------------ | ------------ |
| Nr           | Kolarz       | Miejsce      |
| 51           | Ben Healy    | 10.          |
| 52           | Ryan Mullen  | 60.          |

| Kazachstan KAZ | Kazachstan KAZ     | Kazachstan KAZ |
| -------------- | ------------------ | -------------- |
| Nr             | Kolarz             | Miejsce        |
| 53             | Jewgienij Fiodorow | DNF            |
| 54             | Aleksiej Łucenko   | 52.            |

| Austria AUT | Austria AUT         | Austria AUT |
| ----------- | ------------------- | ----------- |
| Nr          | Kolarz              | Miejsce     |
| 55          | Felix Großschartner | 26.         |
| 56          | Marco Haller        | 6.          |

| Polska POL | Polska POL            | Polska POL |
| ---------- | --------------------- | ---------- |
| Nr         | Kolarz                | Miejsce    |
| 57         | Stanisław Aniołkowski | 61.        |

| Kanada CAN | Kanada CAN    | Kanada CAN |
| ---------- | ------------- | ---------- |
| Nr         | Kolarz        | Miejsce    |
| 58         | Derek Gee     | 44.        |
| 59         | Michael Woods | 41.        |

| Łotwa LAT | Łotwa LAT    | Łotwa LAT |
| --------- | ------------ | --------- |
| Nr        | Kolarz       | Miejsce   |
| 60        | Toms Skujiņš | 5.        |

| Czechy CZE | Czechy CZE    | Czechy CZE |
| ---------- | ------------- | ---------- |
| Nr         | Kolarz        | Miejsce    |
| 61         | Mathias Vacek | 14.        |

| Wenezuela VEN | Wenezuela VEN | Wenezuela VEN |
| ------------- | ------------- | ------------- |
| Nr            | Kolarz        | Miejsce       |
| 62            | Orluis Aular  | 53.           |

| Luksemburg LUX | Luksemburg LUX | Luksemburg LUX |
| -------------- | -------------- | -------------- |
| Nr             | Kolarz         | Miejsce        |
| 63             | Alex Kirsch    | 40.            |

| Urugwaj URU | Urugwaj URU   | Urugwaj URU |
| ----------- | ------------- | ----------- |
| Nr          | Kolarz        | Miejsce     |
| 64          | Eric Fagundez | 55.         |

| Estonia EST | Estonia EST   | Estonia EST |
| ----------- | ------------- | ----------- |
| Nr          | Kolarz        | Miejsce     |
| 65          | Madis Mihkels | 30.         |

| Południowa Afryka RSA | Południowa Afryka RSA | Południowa Afryka RSA |
| --------------------- | --------------------- | --------------------- |
| Nr                    | Kolarz                | Miejsce               |
| 66                    | Ryan Gibbons          | 69.                   |

| Węgry HUN | Węgry HUN     | Węgry HUN |
| --------- | ------------- | --------- |
| Nr        | Kolarz        | Miejsce   |
| 67        | Attila Valter | 4.        |

| Japonia JPN | Japonia JPN     | Japonia JPN |
| ----------- | --------------- | ----------- |
| Nr          | Kolarz          | Miejsce     |
| 68          | Yukiya Arashiro | 56.         |

| Mongolia MGL | Mongolia MGL          | Mongolia MGL |
| ------------ | --------------------- | ------------ |
| Nr           | Kolarz                | Miejsce      |
| 69           | Jambaljamts Sainbayar | 57.          |

| Maroko MAR | Maroko MAR       | Maroko MAR |
| ---------- | ---------------- | ---------- |
| Nr         | Kolarz           | Miejsce    |
| 70         | Achraf Ed Doghmy | DNF        |

| Mauritius MRI | Mauritius MRI      | Mauritius MRI |
| ------------- | ------------------ | ------------- |
| Nr            | Kolarz             | Miejsce       |
| 71            | Christopher Lagane | DNF           |

| Algieria ALG | Algieria ALG | Algieria ALG |
| ------------ | ------------ | ------------ |
| Nr           | Kolarz       | Miejsce      |
| 72           | Yacine Hamza | DNF          |

| Chiny CHN | Chiny CHN   | Chiny CHN |
| --------- | ----------- | --------- |
| Nr        | Kolarz      | Miejsce   |
| 73        | Lü Xianjing | 68.       |

| Uzbekistan UZB | Uzbekistan UZB  | Uzbekistan UZB |
| -------------- | --------------- | -------------- |
| Nr             | Kolarz          | Miejsce        |
| 74             | Nikita Tsvetkov | DNF            |

| Słowacja SVK | Słowacja SVK | Słowacja SVK |
| ------------ | ------------ | ------------ |
| Nr           | Kolarz       | Miejsce      |
| 75           | Lukáš Kubiš  | 29.          |

| Ukraina UKR | Ukraina UKR     | Ukraina UKR |
| ----------- | --------------- | ----------- |
| Nr          | Kolarz          | Miejsce     |
| 76          | Anatolij Budiak | 66.         |

| Panama PAN | Panama PAN         | Panama PAN |
| ---------- | ------------------ | ---------- |
| Nr         | Kolarz             | Miejsce    |
| 77         | Franklin Archibold | 67.        |

| Grecja GRE | Grecja GRE     | Grecja GRE |
| ---------- | -------------- | ---------- |
| Nr         | Kolarz         | Miejsce    |
| 78         | Jeorjos Buglas | 75.        |

| Izrael ISR | Izrael ISR     | Izrael ISR |
| ---------- | -------------- | ---------- |
| Nr         | Kolarz         | Miejsce    |
| 79         | Itamar Einhorn | 62.        |

| Tajlandia THA | Tajlandia THA          | Tajlandia THA |
| ------------- | ---------------------- | ------------- |
| Nr            | Kolarz                 | Miejsce       |
| 80            | Thanakhan Chaiyasombat | DNF           |

| Brazylia BRA | Brazylia BRA    | Brazylia BRA |
| ------------ | --------------- | ------------ |
| Nr           | Kolarz          | Miejsce      |
| 81           | Vinicius Rangel | 71.          |

| Szwecja SWE | Szwecja SWE      | Szwecja SWE |
| ----------- | ---------------- | ----------- |
| Nr          | Kolarz           | Miejsce     |
| 82          | Jakob Söderqvist | 58.         |

| Korea Południowa KOR | Korea Południowa KOR | Korea Południowa KOR |
| -------------------- | -------------------- | -------------------- |
| Nr                   | Kolarz               | Miejsce              |
| 83                   | Kim Eu-ro            | 65.                  |

| Turcja TUR | Turcja TUR | Turcja TUR |
| ---------- | ---------- | ---------- |
| Nr         | Kolarz     | Miejsce    |
| 84         | Burak Abay | DNF        |

| Iran IRI | Iran IRI  | Iran IRI |
| -------- | --------- | -------- |
| Nr       | Kolarz    | Miejsce  |
| 85       | Ali Labib | 76.      |

| Serbia SRB | Serbia SRB  | Serbia SRB |
| ---------- | ----------- | ---------- |
| Nr         | Kolarz      | Miejsce    |
| 86         | Ognjen Ilić | 64.        |

| Argentyna ARG | Argentyna ARG     | Argentyna ARG |
| ------------- | ----------------- | ------------- |
| Nr            | Kolarz            | Miejsce       |
| 87            | Eduardo Sepúlveda | 54.           |

| Hongkong HKG | Hongkong HKG | Hongkong HKG |
| ------------ | ------------ | ------------ |
| Nr           | Kolarz       | Miejsce      |
| 88           | Lau Wan Yau  | DNF          |

| Uganda UGA | Uganda UGA     | Uganda UGA |
| ---------- | -------------- | ---------- |
| Nr         | Kolarz         | Miejsce    |
| 89         | Charles Kagimu | 77.        |

| Rwanda RWA | Rwanda RWA      | Rwanda RWA |
| ---------- | --------------- | ---------- |
| Nr         | Kolarz          | Miejsce    |
| 90         | Eric Manizabayo | DNF        |

| Holandia NED | Holandia NED         | Holandia NED |
| ------------ | -------------------- | ------------ |
| Nr           | Kolarz               | Miejsce      |
| 1            | Mathieu van der Poel | 12.          |
| 2            | Daan Hoole           | 72.          |
| 3            | Dylan van Baarle     | 36.          |

| Ekwador ECU | Ekwador ECU      | Ekwador ECU |
| ----------- | ---------------- | ----------- |
| Nr          | Kolarz           | Miejsce     |
| 4           | Jhonatan Narváez | 45.         |

| Belgia BEL | Belgia BEL      | Belgia BEL |
| ---------- | --------------- | ---------- |
| Nr         | Kolarz          | Miejsce    |
| 5          | Tiesj Benoot    | 48.        |
| 6          | Remco Evenepoel | 1.         |
| 7          | Jasper Stuyven  | 21.        |
| 8          | Wout van Aert   | 37.        |

| Słowenia SLO | Słowenia SLO  | Słowenia SLO |
| ------------ | ------------- | ------------ |
| Nr           | Kolarz        | Miejsce      |
| 9            | Luka Mezgec   | 38.          |
| 10           | Matej Mohorič | DNF          |
| 11           | Domen Novak   | DNF          |
| 12           | Jan Tratnik   | 8.           |

| Hiszpania ESP | Hiszpania ESP | Hiszpania ESP |
| ------------- | ------------- | ------------- |
| Nr            | Kolarz        | Miejsce       |
| 13            | Alex Aranburu | 18.           |
| 14            | Juan Ayuso    | 22.           |
| 15            | Oier Lazkano  | 35.           |

| Dania DEN | Dania DEN         | Dania DEN |
| --------- | ----------------- | --------- |
| Nr        | Kolarz            | Miejsce   |
| 16        | Mikkel Bjerg      | 73.       |
| 17        | Michael Mørkøv    | 59.       |
| 18        | Mads Pedersen     | 20.       |
| 19        | Mattias Skjelmose | 17.       |

| Włochy ITA | Włochy ITA      | Włochy ITA |
| ---------- | --------------- | ---------- |
| Nr         | Kolarz          | Miejsce    |
| 20         | Alberto Bettiol | 23.        |
| 21         | Luca Mozzato    | 50.        |
| 22         | Elia Viviani    | DNF        |

| Francja FRA | Francja FRA        | Francja FRA |
| ----------- | ------------------ | ----------- |
| Nr          | Kolarz             | Miejsce     |
| 23          | Julian Alaphilippe | 11.         |
| 24          | Christophe Laporte | 3.          |
| 25          | Valentin Madouas   | 2.          |
| 26          | Kévin Vauquelin    | 34.         |

| Wielka Brytania GBR | Wielka Brytania GBR | Wielka Brytania GBR |
| ------------------- | ------------------- | ------------------- |
| Nr                  | Kolarz              | Miejsce             |
| 27                  | Thomas Pidcock      | 13.                 |
| 28                  | Joshua Tarling      | 47.                 |
| 29                  | Stephen Williams    | 31.                 |
| 30                  | Fred Wright         | 43.                 |

| Stany Zjednoczone USA | Stany Zjednoczone USA | Stany Zjednoczone USA |
| --------------------- | --------------------- | --------------------- |
| Nr                    | Kolarz                | Miejsce               |
| 31                    | Matteo Jorgenson      | 9.                    |
| 32                    | Brandon McNulty       | 24.                   |
| 33                    | Magnus Sheffield      | 42.                   |

| Australia AUS | Australia AUS    | Australia AUS |
| ------------- | ---------------- | ------------- |
| Nr            | Kolarz           | Miejsce       |
| 34            | Simon Clarke     | 32.           |
| 35            | Michael Matthews | 15.           |
| 36            | Ben O’Connor     | 51.           |

| Kolumbia COL | Kolumbia COL           | Kolumbia COL |
| ------------ | ---------------------- | ------------ |
| Nr           | Kolarz                 | Miejsce      |
| 37           | Santiago Buitrago      | 19.          |
| 38           | Daniel Felipe Martínez | 25.          |

| Szwajcaria SUI | Szwajcaria SUI | Szwajcaria SUI |
| -------------- | -------------- | -------------- |
| Nr             | Kolarz         | Miejsce        |
| 39             | Marc Hirschi   | 16.            |
| 40             | Stefan Küng    | 7.             |

| Norwegia NOR | Norwegia NOR      | Norwegia NOR |
| ------------ | ----------------- | ------------ |
| Nr           | Kolarz            | Miejsce      |
| 41           | Tobias Foss       | 74.          |
| 42           | Søren Wærenskjold | 63.          |

| Niemcy GER | Niemcy GER            | Niemcy GER |
| ---------- | --------------------- | ---------- |
| Nr         | Kolarz                | Miejsce    |
| 43         | Nils Politt           | 70.        |
| 44         | Maximilian Schachmann | 28.        |

| Portugalia POR | Portugalia POR  | Portugalia POR |
| -------------- | --------------- | -------------- |
| Nr             | Kolarz          | Miejsce        |
| 45             | Rui Costa       | 46.            |
| 46             | Nelson Oliveira | 33.            |

| Nowa Zelandia NZL | Nowa Zelandia NZL | Nowa Zelandia NZL |
| ----------------- | ----------------- | ----------------- |
| Nr                | Kolarz            | Miejsce           |
| 47                | Laurence Pithie   | 39.               |
| 48                | Corbin Strong     | 27.               |

| Erytrea ERI | Erytrea ERI   | Erytrea ERI |
| ----------- | ------------- | ----------- |
| Nr          | Kolarz        | Miejsce     |
| 49          | Biniam Girmay | 49.         |

| Indywidualni sportowcy neutralni AIN | Indywidualni sportowcy neutralni AIN | Indywidualni sportowcy neutralni AIN |
| ------------------------------------ | ------------------------------------ | ------------------------------------ |
| Nr                                   | Kolarz                               | Miejsce                              |
| 50                                   | Gleb Syrica                          | DNF                                  |

| Irlandia IRL | Irlandia IRL | Irlandia IRL |
| ------------ | ------------ | ------------ |
| Nr           | Kolarz       | Miejsce      |
| 51           | Ben Healy    | 10.          |
| 52           | Ryan Mullen  | 60.          |

| Kazachstan KAZ | Kazachstan KAZ     | Kazachstan KAZ |
| -------------- | ------------------ | -------------- |
| Nr             | Kolarz             | Miejsce        |
| 53             | Jewgienij Fiodorow | DNF            |
| 54             | Aleksiej Łucenko   | 52.            |

| Austria AUT | Austria AUT         | Austria AUT |
| ----------- | ------------------- | ----------- |
| Nr          | Kolarz              | Miejsce     |
| 55          | Felix Großschartner | 26.         |
| 56          | Marco Haller        | 6.          |

| Polska POL | Polska POL            | Polska POL |
| ---------- | --------------------- | ---------- |
| Nr         | Kolarz                | Miejsce    |
| 57         | Stanisław Aniołkowski | 61.        |

| Kanada CAN | Kanada CAN    | Kanada CAN |
| ---------- | ------------- | ---------- |
| Nr         | Kolarz        | Miejsce    |
| 58         | Derek Gee     | 44.        |
| 59         | Michael Woods | 41.        |

| Łotwa LAT | Łotwa LAT    | Łotwa LAT |
| --------- | ------------ | --------- |
| Nr        | Kolarz       | Miejsce   |
| 60        | Toms Skujiņš | 5.        |

| Czechy CZE | Czechy CZE    | Czechy CZE |
| ---------- | ------------- | ---------- |
| Nr         | Kolarz        | Miejsce    |
| 61         | Mathias Vacek | 14.        |

| Wenezuela VEN | Wenezuela VEN | Wenezuela VEN |
| ------------- | ------------- | ------------- |
| Nr            | Kolarz        | Miejsce       |
| 62            | Orluis Aular  | 53.           |

| Luksemburg LUX | Luksemburg LUX | Luksemburg LUX |
| -------------- | -------------- | -------------- |
| Nr             | Kolarz         | Miejsce        |
| 63             | Alex Kirsch    | 40.            |

| Urugwaj URU | Urugwaj URU   | Urugwaj URU |
| ----------- | ------------- | ----------- |
| Nr          | Kolarz        | Miejsce     |
| 64          | Eric Fagundez | 55.         |

| Estonia EST | Estonia EST   | Estonia EST |
| ----------- | ------------- | ----------- |
| Nr          | Kolarz        | Miejsce     |
| 65          | Madis Mihkels | 30.         |

| Południowa Afryka RSA | Południowa Afryka RSA | Południowa Afryka RSA |
| --------------------- | --------------------- | --------------------- |
| Nr                    | Kolarz                | Miejsce               |
| 66                    | Ryan Gibbons          | 69.                   |

| Węgry HUN | Węgry HUN     | Węgry HUN |
| --------- | ------------- | --------- |
| Nr        | Kolarz        | Miejsce   |
| 67        | Attila Valter | 4.        |

| Japonia JPN | Japonia JPN     | Japonia JPN |
| ----------- | --------------- | ----------- |
| Nr          | Kolarz          | Miejsce     |
| 68          | Yukiya Arashiro | 56.         |

| Mongolia MGL | Mongolia MGL          | Mongolia MGL |
| ------------ | --------------------- | ------------ |
| Nr           | Kolarz                | Miejsce      |
| 69           | Jambaljamts Sainbayar | 57.          |

| Maroko MAR | Maroko MAR       | Maroko MAR |
| ---------- | ---------------- | ---------- |
| Nr         | Kolarz           | Miejsce    |
| 70         | Achraf Ed Doghmy | DNF        |

| Mauritius MRI | Mauritius MRI      | Mauritius MRI |
| ------------- | ------------------ | ------------- |
| Nr            | Kolarz             | Miejsce       |
| 71            | Christopher Lagane | DNF           |

| Algieria ALG | Algieria ALG | Algieria ALG |
| ------------ | ------------ | ------------ |
| Nr           | Kolarz       | Miejsce      |
| 72           | Yacine Hamza | DNF          |

| Chiny CHN | Chiny CHN   | Chiny CHN |
| --------- | ----------- | --------- |
| Nr        | Kolarz      | Miejsce   |
| 73        | Lü Xianjing | 68.       |

| Uzbekistan UZB | Uzbekistan UZB  | Uzbekistan UZB |
| -------------- | --------------- | -------------- |
| Nr             | Kolarz          | Miejsce        |
| 74             | Nikita Tsvetkov | DNF            |

| Słowacja SVK | Słowacja SVK | Słowacja SVK |
| ------------ | ------------ | ------------ |
| Nr           | Kolarz       | Miejsce      |
| 75           | Lukáš Kubiš  | 29.          |

| Ukraina UKR | Ukraina UKR     | Ukraina UKR |
| ----------- | --------------- | ----------- |
| Nr          | Kolarz          | Miejsce     |
| 76          | Anatolij Budiak | 66.         |

| Panama PAN | Panama PAN         | Panama PAN |
| ---------- | ------------------ | ---------- |
| Nr         | Kolarz             | Miejsce    |
| 77         | Franklin Archibold | 67.        |

| Grecja GRE | Grecja GRE     | Grecja GRE |
| ---------- | -------------- | ---------- |
| Nr         | Kolarz         | Miejsce    |
| 78         | Jeorjos Buglas | 75.        |

| Izrael ISR | Izrael ISR     | Izrael ISR |
| ---------- | -------------- | ---------- |
| Nr         | Kolarz         | Miejsce    |
| 79         | Itamar Einhorn | 62.        |

| Tajlandia THA | Tajlandia THA          | Tajlandia THA |
| ------------- | ---------------------- | ------------- |
| Nr            | Kolarz                 | Miejsce       |
| 80            | Thanakhan Chaiyasombat | DNF           |

| Brazylia BRA | Brazylia BRA    | Brazylia BRA |
| ------------ | --------------- | ------------ |
| Nr           | Kolarz          | Miejsce      |
| 81           | Vinicius Rangel | 71.          |

| Szwecja SWE | Szwecja SWE      | Szwecja SWE |
| ----------- | ---------------- | ----------- |
| Nr          | Kolarz           | Miejsce     |
| 82          | Jakob Söderqvist | 58.         |

| Korea Południowa KOR | Korea Południowa KOR | Korea Południowa KOR |
| -------------------- | -------------------- | -------------------- |
| Nr                   | Kolarz               | Miejsce              |
| 83                   | Kim Eu-ro            | 65.                  |

| Turcja TUR | Turcja TUR | Turcja TUR |
| ---------- | ---------- | ---------- |
| Nr         | Kolarz     | Miejsce    |
| 84         | Burak Abay | DNF        |

| Iran IRI | Iran IRI  | Iran IRI |
| -------- | --------- | -------- |
| Nr       | Kolarz    | Miejsce  |
| 85       | Ali Labib | 76.      |

| Serbia SRB | Serbia SRB  | Serbia SRB |
| ---------- | ----------- | ---------- |
| Nr         | Kolarz      | Miejsce    |
| 86         | Ognjen Ilić | 64.        |

| Argentyna ARG | Argentyna ARG     | Argentyna ARG |
| ------------- | ----------------- | ------------- |
| Nr            | Kolarz            | Miejsce       |
| 87            | Eduardo Sepúlveda | 54.           |

| Hongkong HKG | Hongkong HKG | Hongkong HKG |
| ------------ | ------------ | ------------ |
| Nr           | Kolarz       | Miejsce      |
| 88           | Lau Wan Yau  | DNF          |

| Uganda UGA | Uganda UGA     | Uganda UGA |
| ---------- | -------------- | ---------- |
| Nr         | Kolarz         | Miejsce    |
| 89         | Charles Kagimu | 77.        |

| Rwanda RWA | Rwanda RWA      | Rwanda RWA |
| ---------- | --------------- | ---------- |
| Nr         | Kolarz          | Miejsce    |
| 90         | Eric Manizabayo | DNF        |

## Klasyfikacja generalna
| \| Klasyfikacja generalna \| Klasyfikacja generalna \| Klasyfikacja generalna \| Klasyfikacja generalna \| Klasyfikacja generalna \| \| Kolarz \| Kolarz \| Państwo \| Drużyna \| Czas \| \| ---------------------- \| ---------------------- \| ---------------------- \| ---------------------- \| ---------------------- \| \| 1. \| Remco Evenepoel \| Belgia \| Belgia \| 6h 19' 24" \| \| 2. \| Valentin Madouas \| Francja \| Francja \| + 1' 11" \| \| 3. \| Christophe Laporte \| Francja \| Francja \| + 1' 16" \| \| 4. \| Attila Valter \| Węgry \| Węgry \| + 1' 16" \| \| 5. \| Toms Skujiņš \| Łotwa \| Łotwa \| + 1' 16" \| \| 6. \| Marco Haller \| Austria \| Austria \| + 1' 16" \| \| 7. \| Stefan Küng \| Szwajcaria \| Szwajcaria \| + 1' 16" \| \| 8. \| Jan Tratnik \| Słowenia \| Słowenia \| + 1' 16" \| \| 9. \| Matteo Jorgenson \| Stany Zjednoczone \| Stany Zjednoczone \| + 1' 16" \| \| 10. \| Ben Healy \| Irlandia \| Irlandia \| + 1' 20" \| \| 11. \| Julian Alaphilippe \| Francja \| Francja \| + 1' 25" \| \| 12. \| Mathieu van der Poel \| Holandia \| Holandia \| + 1' 49" \| \| 13. \| Thomas Pidcock \| Wielka Brytania \| Wielka Brytania \| + 1' 50" \| \| 14. \| Mathias Vacek \| Czechy \| Czechy \| + 1' 51" \| \| 15. \| Michael Matthews \| Australia \| Australia \| + 2' 13" \| \| 16. \| Marc Hirschi \| Szwajcaria \| Szwajcaria \| + 2' 13" \| \| 17. \| Mattias Skjelmose \| Dania \| Dania \| + 2' 13" \| \| 18. \| Alex Aranburu \| Hiszpania \| Hiszpania \| + 2' 13" \| \| 19. \| Santiago Buitrago \| Kolumbia \| Kolumbia \| + 2' 15" \| \| 20. \| Mads Pedersen \| Dania \| Dania \| + 2' 20" \| \| 21. \| Jasper Stuyven \| Belgia \| Belgia \| + 2' 20" \| \| 22. \| Juan Ayuso \| Hiszpania \| Hiszpania \| + 2' 20" \| \| 23. \| Alberto Bettiol \| Włochy \| Włochy \| + 2' 20" \| \| 24. \| Brandon McNulty \| Stany Zjednoczone \| Stany Zjednoczone \| + 2' 20" \| \| 25. \| Daniel Felipe Martínez \| Kolumbia \| Kolumbia \| + 2' 20" \| |                        |                   |                   |            |
| |                        |                   |                   |            |
| |                        |                   |                   |            |
| Klasyfikacja generalna |                        |                   |                   |            |
| Kolarz | Kolarz                 | Państwo           | Drużyna           | Czas       |
| 1. | Remco Evenepoel        | Belgia            | Belgia            | 6h 19' 24" |
| 2. | Valentin Madouas       | Francja           | Francja           | + 1' 11"   |
| 3. | Christophe Laporte     | Francja           | Francja           | + 1' 16"   |
| 4. | Attila Valter          | Węgry             | Węgry             | + 1' 16"   |
| 5. | Toms Skujiņš           | Łotwa             | Łotwa             | + 1' 16"   |
| 6. | Marco Haller           | Austria           | Austria           | + 1' 16"   |
| 7. | Stefan Küng            | Szwajcaria        | Szwajcaria        | + 1' 16"   |
| 8. | Jan Tratnik            | Słowenia          | Słowenia          | + 1' 16"   |
| 9. | Matteo Jorgenson       | Stany Zjednoczone | Stany Zjednoczone | + 1' 16"   |
| 10. | Ben Healy              | Irlandia          | Irlandia          | + 1' 20"   |
| 11. | Julian Alaphilippe     | Francja           | Francja           | + 1' 25"   |
| 12. | Mathieu van der Poel   | Holandia          | Holandia          | + 1' 49"   |
| 13. | Thomas Pidcock         | Wielka Brytania   | Wielka Brytania   | + 1' 50"   |
| 14. | Mathias Vacek          | Czechy            | Czechy            | + 1' 51"   |
| 15. | Michael Matthews       | Australia         | Australia         | + 2' 13"   |
| 16. | Marc Hirschi           | Szwajcaria        | Szwajcaria        | + 2' 13"   |
| 17. | Mattias Skjelmose      | Dania             | Dania             | + 2' 13"   |
| 18. | Alex Aranburu          | Hiszpania         | Hiszpania         | + 2' 13"   |
| 19. | Santiago Buitrago      | Kolumbia          | Kolumbia          | + 2' 15"   |
| 20. | Mads Pedersen          | Dania             | Dania             | + 2' 20"   |
| 21. | Jasper Stuyven         | Belgia            | Belgia            | + 2' 20"   |
| 22. | Juan Ayuso             | Hiszpania         | Hiszpania         | + 2' 20"   |
| 23. | Alberto Bettiol        | Włochy            | Włochy            | + 2' 20"   |
| 24. | Brandon McNulty        | Stany Zjednoczone | Stany Zjednoczone | + 2' 20"   |
| 25. | Daniel Felipe Martínez | Kolumbia          | Kolumbia          | + 2' 20"   |